# Жълтопрепаскова листонога листна дървеница
Жълтопрепасковите листоноги листни дървеници (Anisoscelis alipes) са вид насекоми от семейство Coreidae.
Таксонът е описан за пръв път от Феликс Едуар Герен-Менвил през 1833 година.